# Thecla diamantina
Thecla diamantina är en fjärilsart som beskrevs av Charles Oberthür 1879. Thecla diamantina ingår i släktet Thecla och familjen juvelvingar. Inga underarter finns listade i Catalogue of Life.